# Santa Eulàlia de Vilella

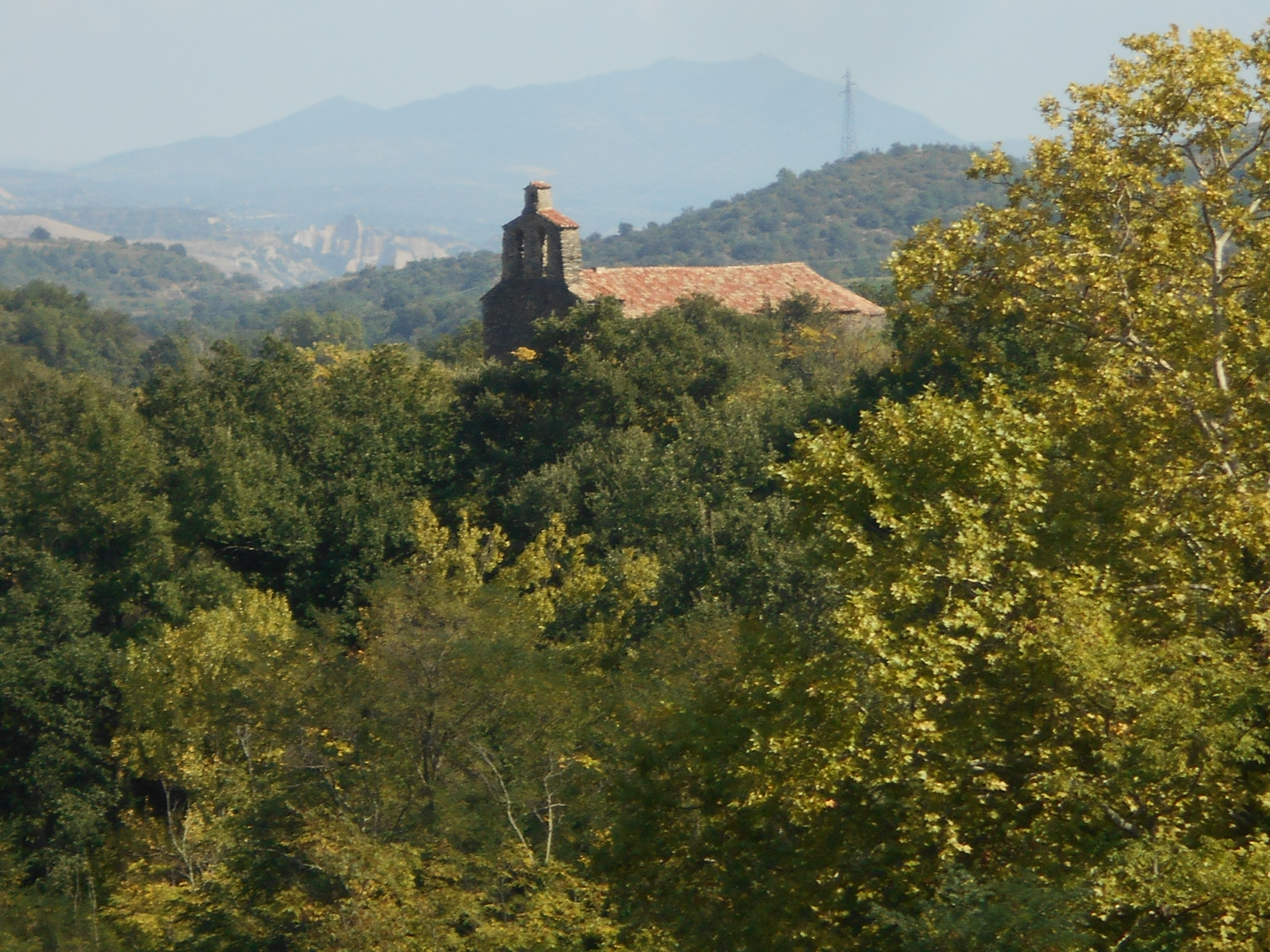
L'església, de lluny

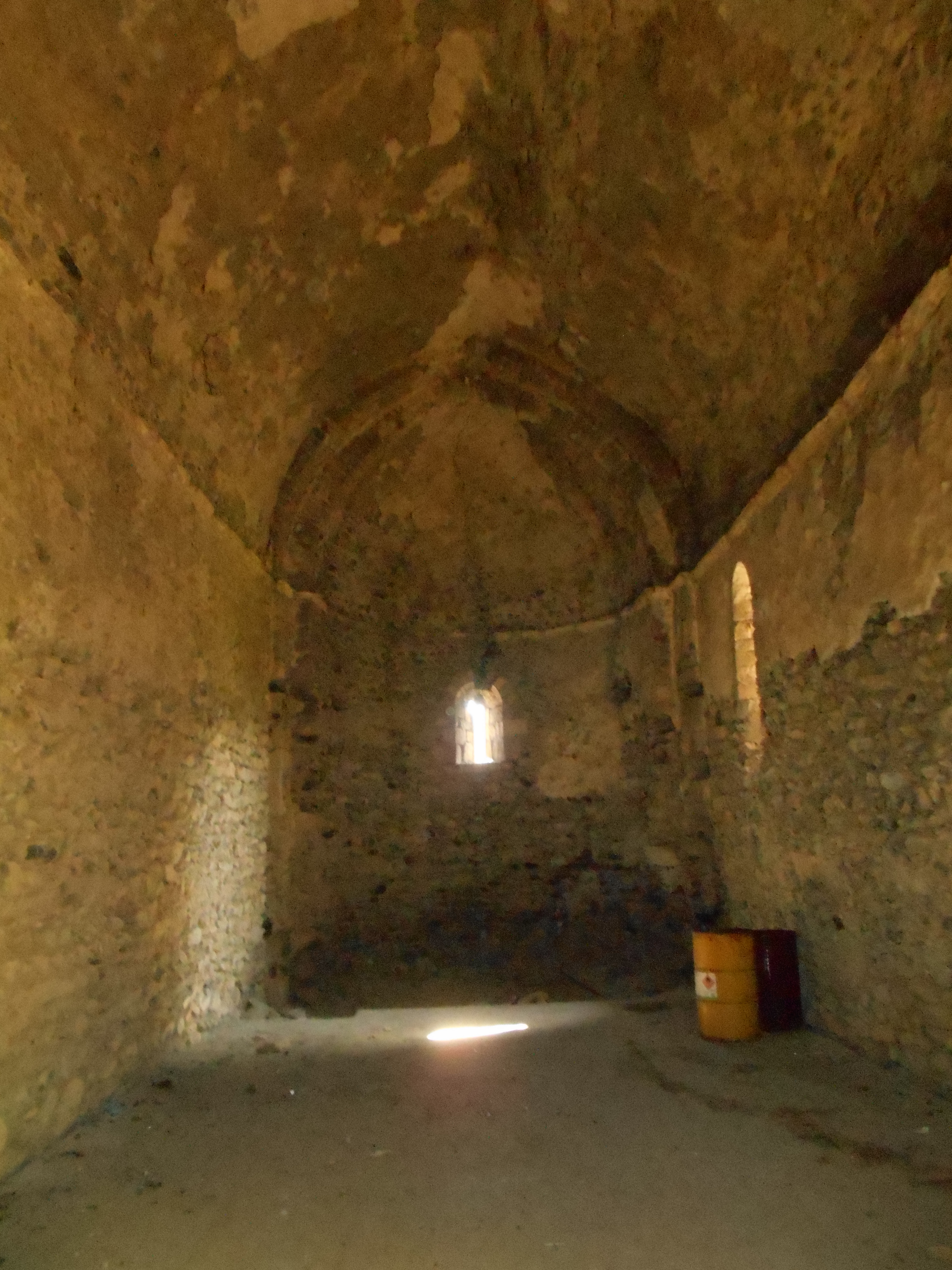
Interior, capçalera

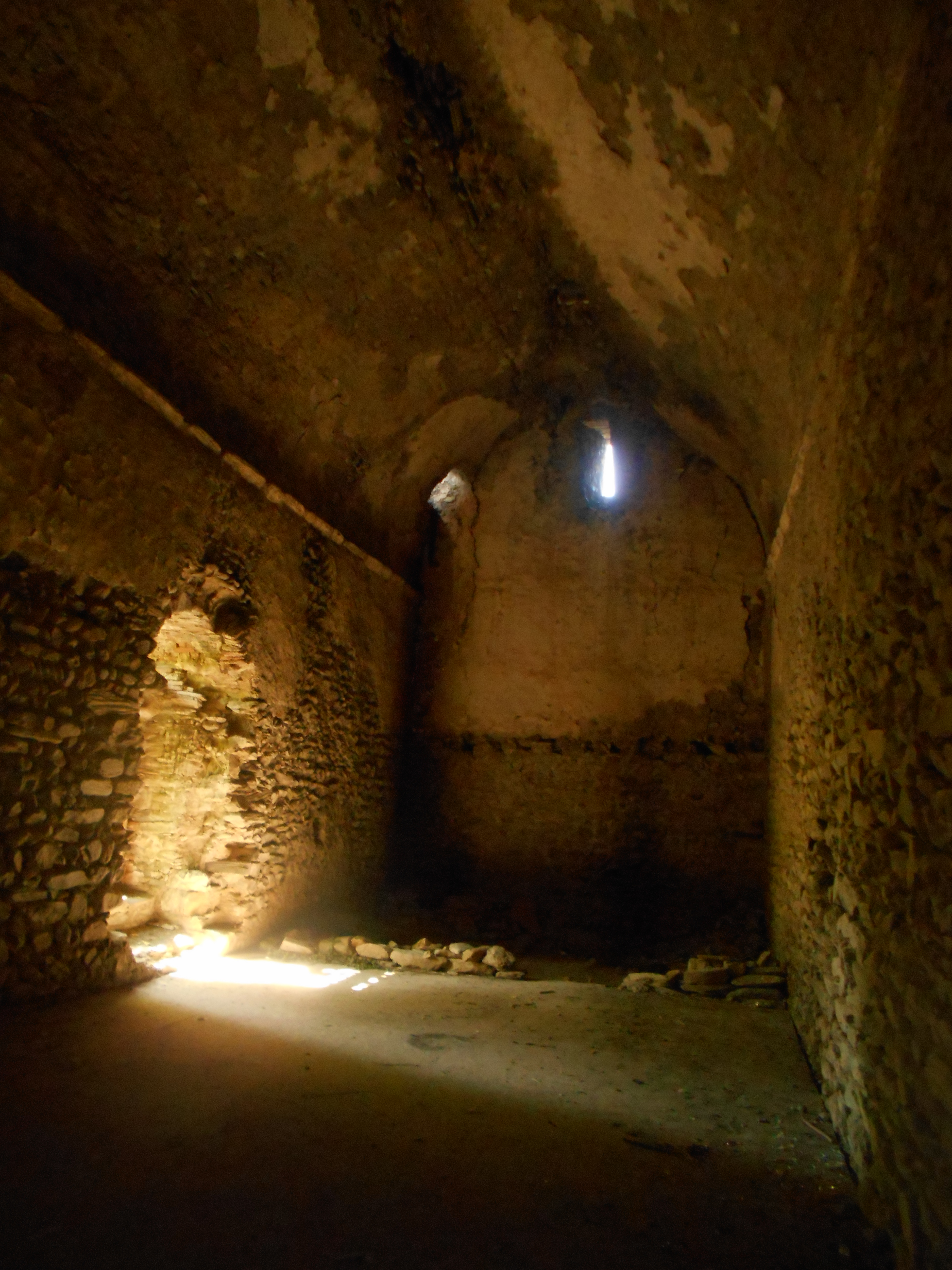
Interior, peus de la nau

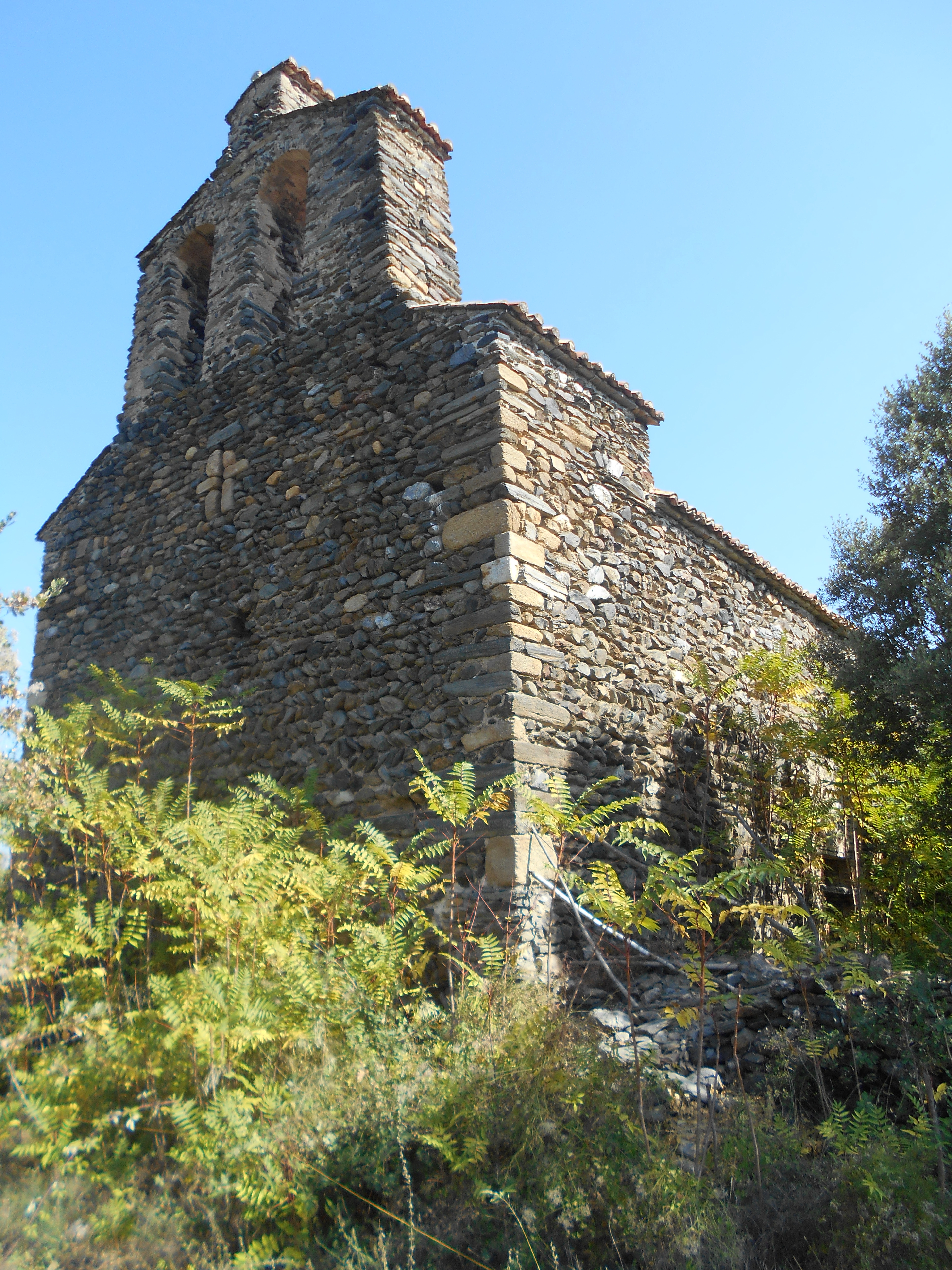
Frontis occidental

Santa Eulàlia de Vilella és una capella que fou església parroquial del poble de Vilella, i antigament de tot el terme de Rigardà, de la comarca del Conflent, a la Catalunya del Nord, al qual pertany.
És a prop al nord-est del poble de Rigardà, en el lloc on hi hagué el poble, ara despoblat, de Vilella. És accessible a peu per un camí rural que hi mena directament des del pàrquing del vilatge de Rigardà.
Estigué molts anys abandonada, i fins i tot serví de magatzem agrícola i de residència. En l'actualitat torna a ser, tot i abandonada, un monument romànic digne de visita. És una església d'una sola nau, amb absis semicircular a llevant i un petit campanar d'espadanya. La seva porta de marbre, romànica, va ser extreta i muntada de nou l'any 1644 en el mur oriental de l'església parroquial de Santa Eulàlia i Santa Júlia de Rigardà, juntament amb el retaule de Santa Eulàlia, del segle xv. És un exemplar del romànic tardà, del pas del segle xii al XIII.